# Liste sauerländischer Persönlichkeiten
Die Liste sauerländischer Persönlichkeiten umfasst diejenigen Persönlichkeiten, die im Sauerland geboren wurden oder dort tätig waren bzw. sind. Zur regionalen Abgrenzung dient die Definition der Region im Artikel Sauerland. Danach gehören zum Sauerland die Kreise Olpe, Hochsauerlandkreis, Märkischer Kreis und einige südliche Teile des Kreises Soest sowie das Gebiet um Willingen (Upland). Aufgenommen werden nur solche Personen, für die bereits ein Artikel in der Wikipedia vorhanden ist.
Für einige Städte des Sauerlands wurden eigene Listen mit Persönlichkeiten angelegt:
- Arnsberg – Liste von Persönlichkeiten der Stadt Arnsberg
- Brilon – Liste der Bürgermeister der Stadt Brilon
- Hemer – Liste von Persönlichkeiten der Stadt Hemer
- Iserlohn – Liste von Persönlichkeiten der Stadt Iserlohn
- Lennestadt – Liste von Persönlichkeiten der Stadt Lennestadt
- Lüdenscheid – Liste von Persönlichkeiten der Stadt Lüdenscheid
- Meschede – Liste von Persönlichkeiten der Stadt Meschede
- Schmallenberg – Liste von Persönlichkeiten der Stadt Schmallenberg

## Im Sauerland geboren und tätig

### Politik, Herrschaft und Verwaltung

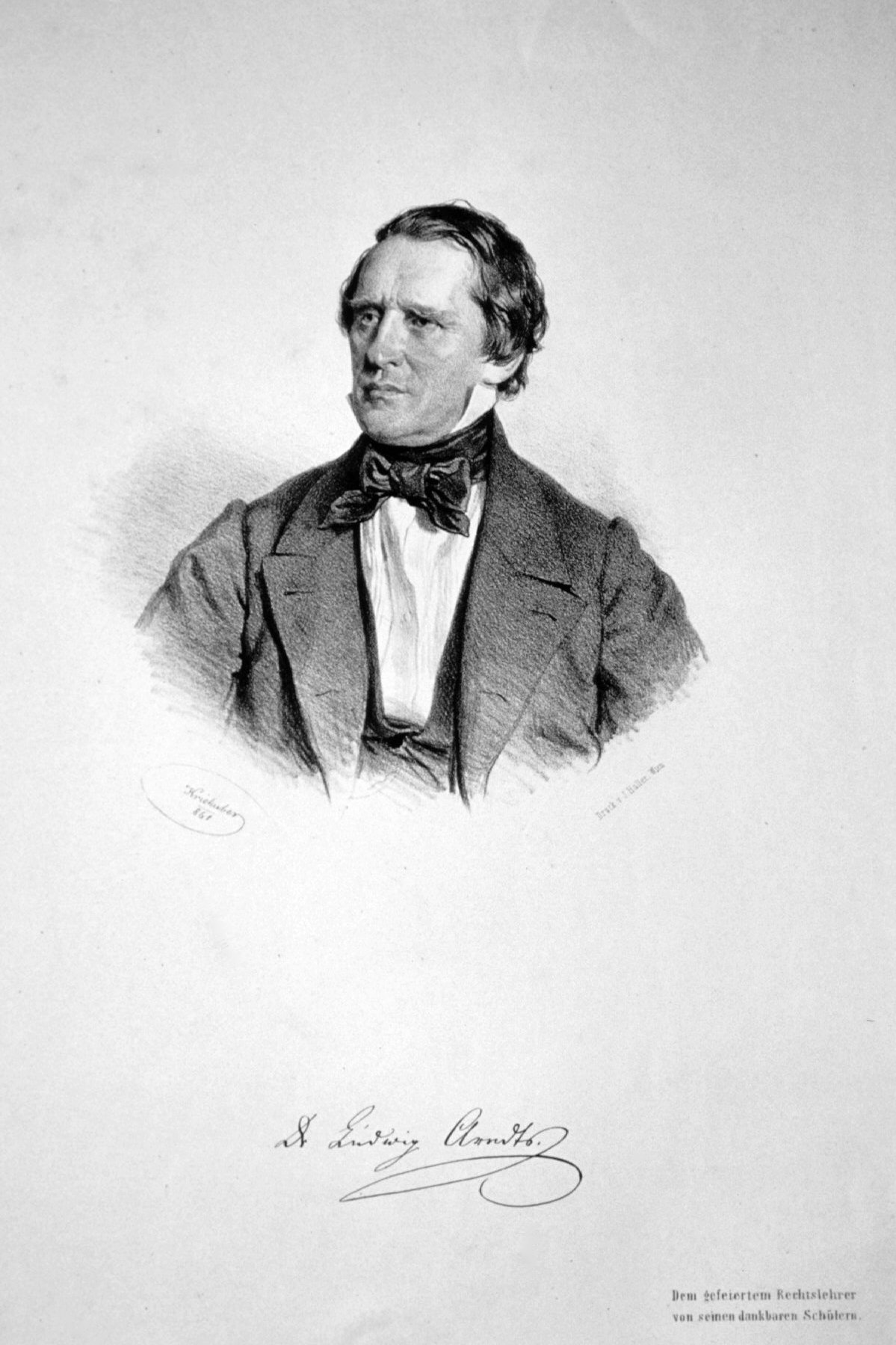
Carl Ludwig Arndts, Lithographie von Josef Kriehuber, 1861

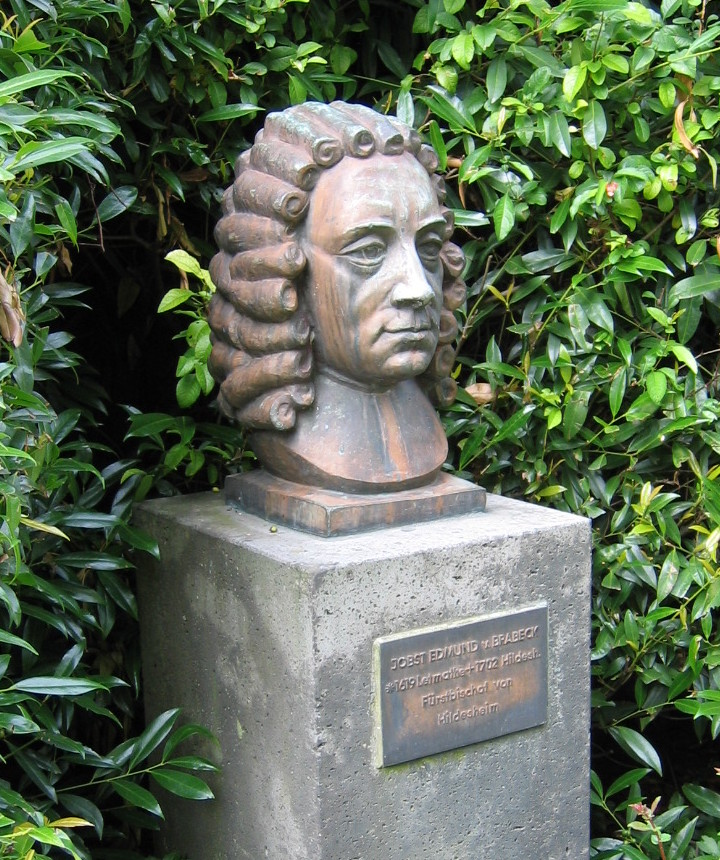
Büste des Jobst Edmund von Brabeck im Garten von Haus Letmathe

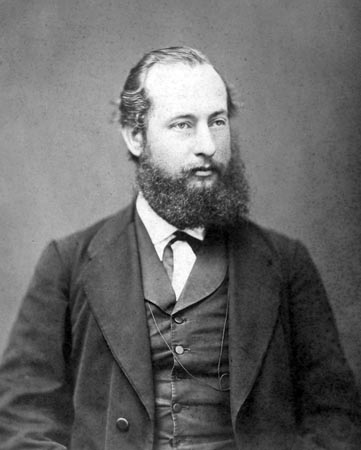
Wilhelm Hasenclever, Porträtaufnahme aus dem Jahr 1884

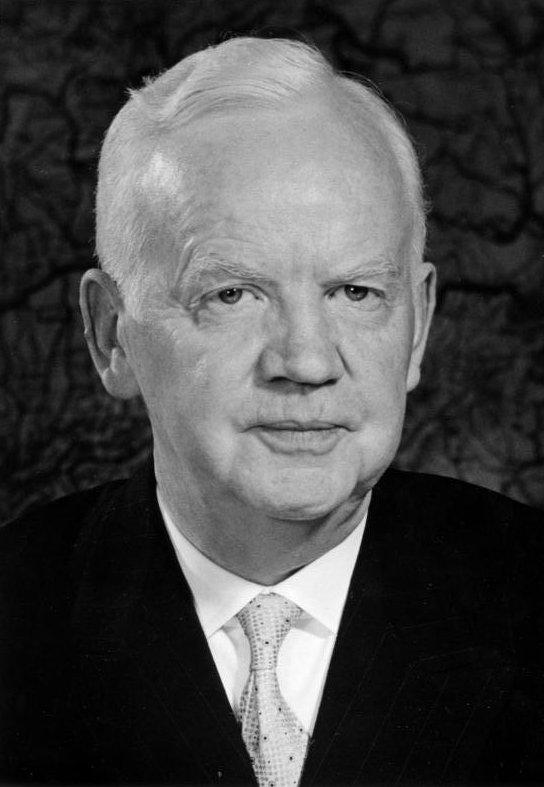
Heinrich Lübke (1959)

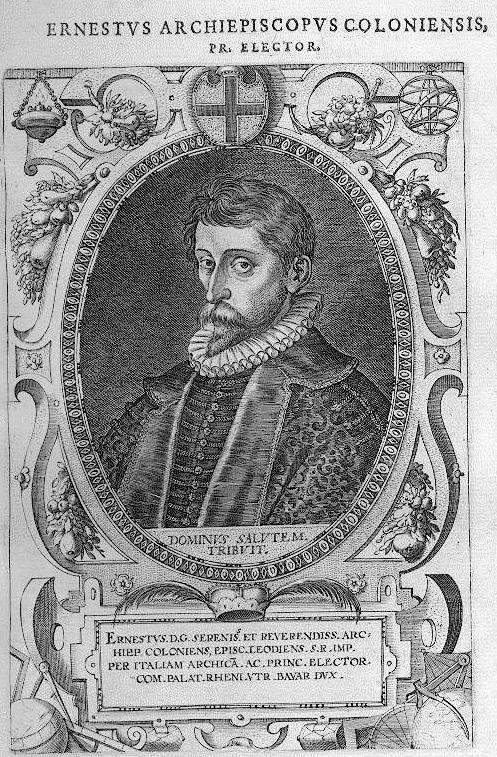
Ernst von Bayern

Max König

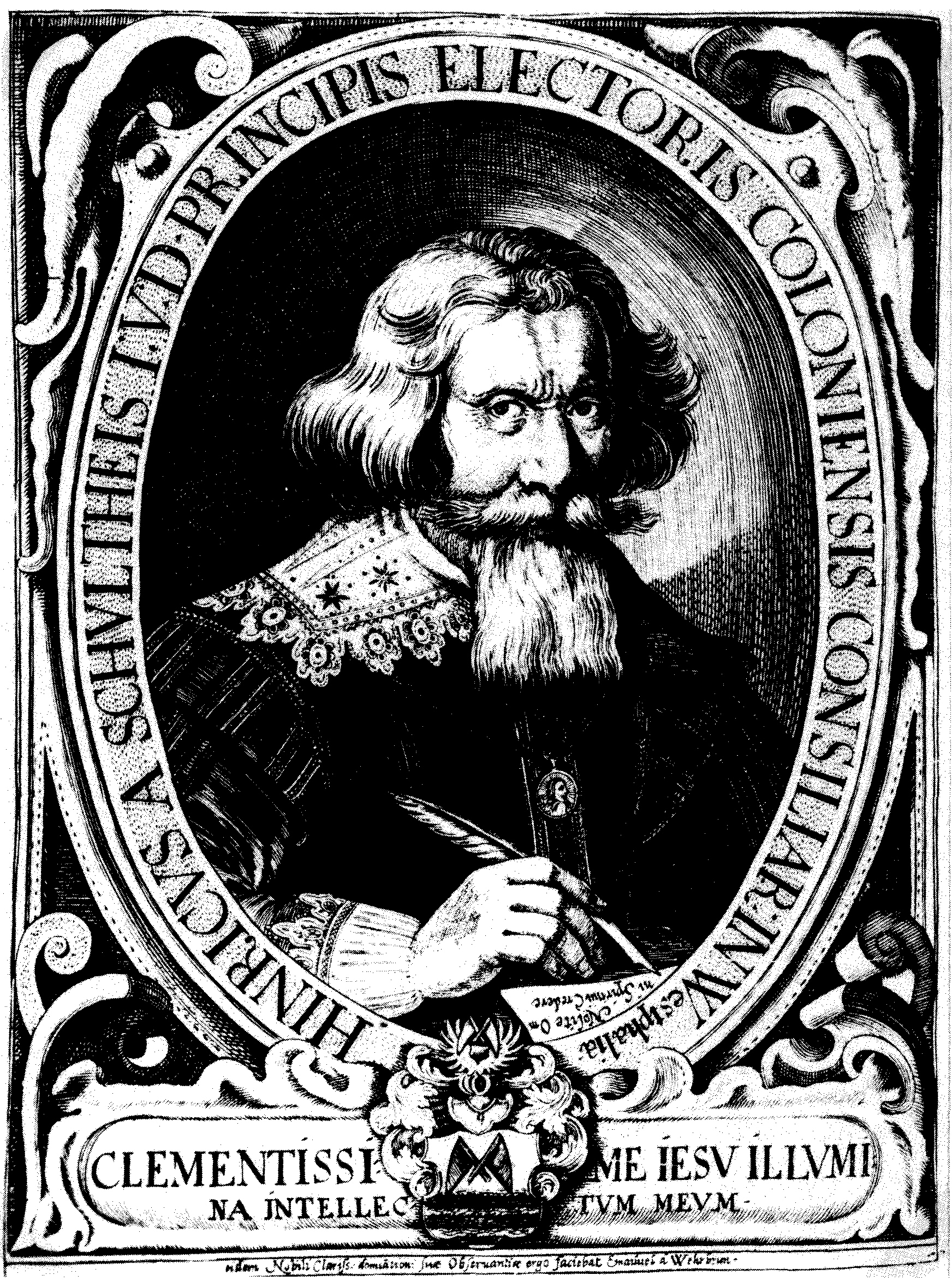
Heinrich von Schultheiß

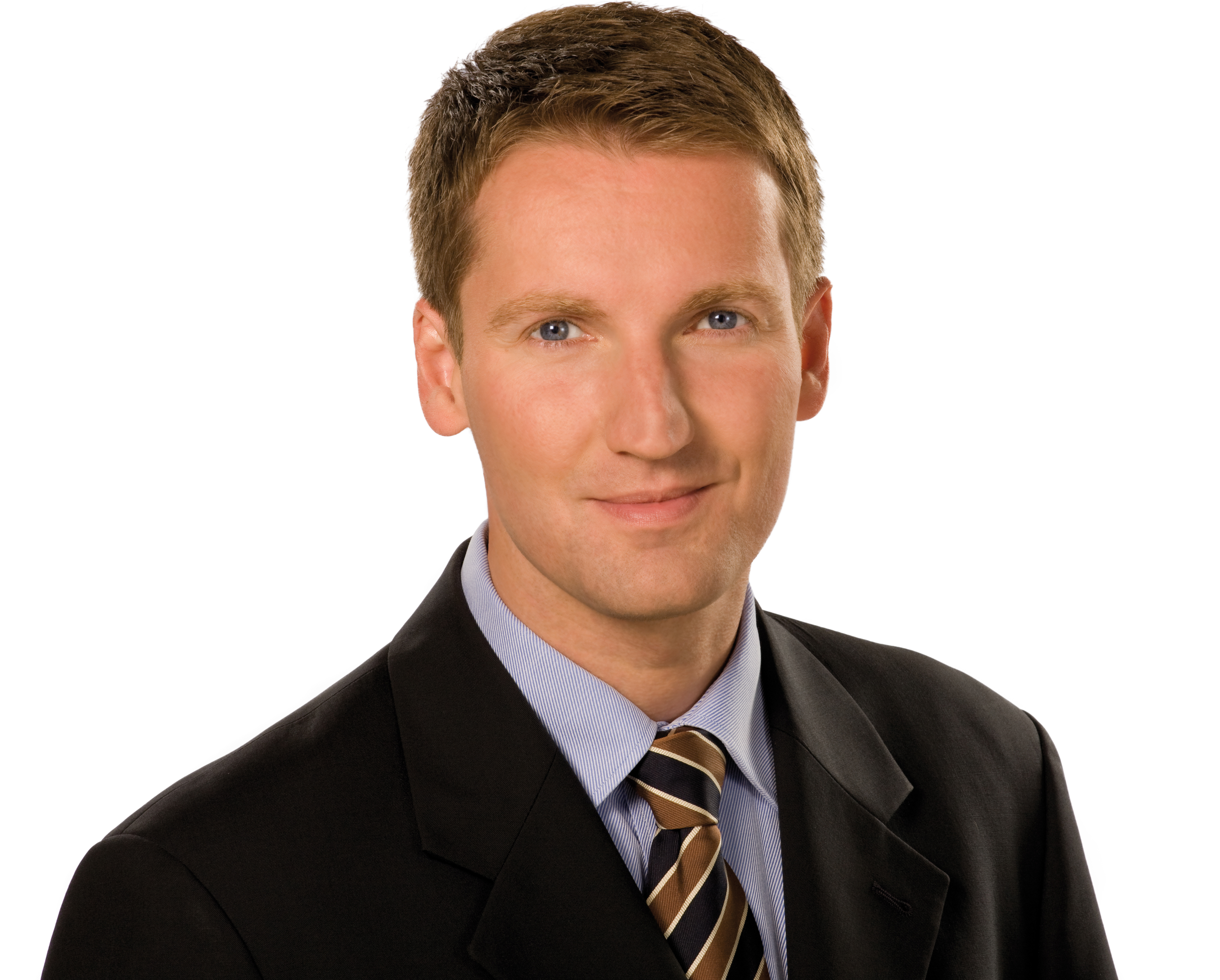
Patrick Sensburg (2009)

- Heinrich von Alinghoven (gen. Laer) (* 1400; † 1491 in Brügge) war Marschall von Westfalen und Gesandter in Burgund.
- Engelbert Arndts (* 16. Februar 1750 in Arnsberg; † 31. Oktober 1819 ebenda) war Jurist, kaiserlicher Postmeister und hoher Beamter des Herzogtums Westfalen.
- Friedrich Arndts (* 22. September 1753 in Arnsberg; † 8. Februar 1812 in Meschede) war ein Jurist in kurkölnischen und hessen-darmstädtischen Diensten.
- Wilhelm Arnoldi (* 30. Dezember 1884 in Altenhundem; † 18. April 1965 ebenda), Ministerialdirektor und Initiator des Aussichtsturms Hohe Bracht
- Dorothea Becker (* um 1535 in Kirchhundem; † im Mai 1609 in Bilstein) wurde aufgrund ihrer Standhaftigkeit vom Vorwurf freigesprochen, eine Hexe zu sein.
- Johannes Becker (* 8. Februar 1875 in Elspe; † 12. Mai 1955 in Ludwigshafen am Rhein) war ein Politiker der Zentrumspartei und von 1907 bis 1933 Reichstagsabgeordneter für die Kreise Arnsberg, Meschede und Olpe.
- August Anton Ernst Bender (* 5. September 1813 in Meschede; † 21. Juni 1891 in Siegen) war ein Richter und preußischer Abgeordneter.
- Bernhard II. (Werl) (* um 1010; † um 1070) war Graf von Werl, Graf in Friesland, Vogt von Soest, Paderborn, Werden und Liesborn.
- Johann Heinrich Wilhelm von den Berken (* 5. Juni 1747, anderes Datum 5. Juli 1747 in Lüdenscheid; † 24. Mai 1823 in Altena) war ein Jurist.
- Wilhelm Bette (* 11. April 1887 in Andreasberg, Kreis Meschede; † 15. Februar 1967) war ein Politiker (CDU). Er war in der ersten Legislaturperiode Abgeordneter im Landtag von Nordrhein-Westfalen.
- Bertram Biederbeck (* 21. September 1924 in Niedermarsberg; † 2006) war ein Kommunalpolitiker und ehrenamtlicher Landrat (CDU) des ehemaligen Landkreises Brilon.
- Gerhard Caspar Bigeleben (* 1701 in Menden; † 26. Oktober 1780 in Werl) war kurkölnischer Geheimer Rat und Offizial des geistlichen Hofgerichts zu Werl.
- Kaspar Josef von Biegeleben (* 1766 in Arnsberg; † 1842 in Darmstadt) war Jurist und Beamter, Politiker (im Dienste des kurkölnischen Staates und Hessen-Darmstadt).
- Ralf Paul Bittner (* 27. November 1966 in Arnsberg) ist ein Politiker (SPD). Er ist seit 2018 hauptamtlicher Bürgermeister von Arnsberg.
- Johann von Böckenförde genannt Schüngel (* um 1460; † 1545) war Landdrost des Herzogtums Westfalen.
- Friedrich Boese (* 3. April 1800 in Arnsberg; † Februar 1853 in Meschede) war Landrat des Kreises Meschede.
- Lothar Dietrich von Bönninghausen (* 1598 in Apricke; † 13. Dezember 1657) war kaiserlicher Feldmarschallleutnant im Dreißigjährigen Krieg.
- Gerta die Boltin (* um 1636 in Udorf; † 18. Oktober 1656 in Canstein) war ein Opfer der Cansteiner Hexenverfolgung und wurde am 18. Oktober 1656 hingerichtet.
- Christoph Brandis (* in Werl, Westfalen; † 10. März 1658 in Rüthen in Westfalen) war Bürgermeister von Rüthen und Geschichtsschreiber
- Julius Bräucker (* 7. März 1872 in Iserlohn; † 5. März 1942 in Iserlohn) war ein sozialdemokratischer Politiker.
- Karl Brüggemann (* 24. Januar 1896 in Oeventrop; † 11. März 1977) war ein Kommunalpolitiker und ehrenamtlicher Landrat (CDU) des Landkreises Arnsberg.
- Siegfried von Brilon (* vor 1334 in Brilon; † nach 1353 ebenda) war Ritter in Brilon.
- August Bruse (* 26. Oktober 1903 in Attendorn; † 27. August 1984) war ein Politiker der SPD, Bürgermeister von Attendorn und Bundestagsabgeordneter.
- Ewald Budde (* 18. April 1873 in Lüdenscheid; † 12. November 1966 ebendort) war ein Politiker (SPD), unter anderem Mitglied der Weimarer Nationalversammlung.
- Fritz Clarfeld (* 17. April 1886 in Hemer; † 1935 in Hemer) war ein Industrieller und Politiker (DNVP).
- Dieter-Julius Cronenberg (* 8. Februar 1930 in Neheim; † 21. November 2013) war ein Unternehmer, Politiker (FDP) und Vizepräsident des Deutschen Bundestages.
- Carl Johann Ludwig Dham (auch D’ham, * 27. August 1809 in Schmallenberg; † 21. Februar 1871 in Paderborn) war Jurist, Politiker und 1848/49 Mitglied der Frankfurter Nationalversammlung für einen Sauerländer Wahlkreis.
- Dietrich I. von Bilstein (* um 1202; † nach 1255), Erbauer der Burg Bilstein.
- Jürgen Dietrich (* 17. Juni 1935 in Lüdenscheid; † 25. Juni 2010 ebenda) war ein Rechtsanwalt und Politiker der CDU.
- Stephan Dingerkus (* 19. Oktober 1807 in Attendorn; † 14. April 1872 in Bilstein) war ein Jurist und preußischer Abgeordneter.
- Fritz Dorls (* 9. September 1910 in Brilon; † 25. Januar 1995) war ein rechtsextremer Politiker (DKP-DRP/SRP).
- Wolfram Dorn (* 18. Juli 1924 in Altena; † 17. Juni 2014 in Halver) war ein Politiker (FDP). Er war von 1969 bis 1972 Parlamentarischer Staatssekretär beim Bundesminister des Innern.
- Franz Droege (* 3. Januar 1863 in Balve; † 18. Februar 1930 in Wiesbaden) war ein Verwaltungsbeamter.
- Engelbert Dietrich Ludwig von Droste zu Erwitte (* 23. Juli 1725; † 9. Juli 1769) war Dompropst in Hildesheim und Landdrost des Herzogtums Westfalen.
- Ernst Dietrich Anton von Droste zu Füchten (* 1681; † 1. September 1731 auf Haus Füchten) war von 1728 bis 1731 Landdrost des Herzogtums Westfalen.
- Rudolf Düppe (* 23. Juli 1947 in Menden) war von 1994 bis 2009 erster hauptamtlicher Bürgermeister von Menden. Er ist Mitglied der CDU.
- Doris Ebbing (* 25. Februar 1938 in Hemer; † 20. November 2009 in Hagen) war eine Kommunalpolitikerin und von 1994 bis 1995 Bürgermeisterin von Hemer.
- Fritz Fischer (* 23. September 1923; † 3. August 2003 in Iserlohn) war ein Politiker.
- Peter Joseph Floret (* 18. Januar 1778 in Werl; † 3. September 1836 in Darmstadt) war ein Jurist zunächst in kurkölnischen und später in hessen-darmstädtischen Diensten.
- Hans Frankenthal (* 15. Juni 1926 in Schmallenberg; † 22. Dezember 1999) war ein Holocaust-Überlebender. Er berichtete über seinen Leidensweg und setzte sich später für die Entschädigung der Zwangsarbeiter ein.
- Dagmar Freitag (* 3. März 1953 in Letmathe, jetzt Iserlohn) ist eine Politikerin der SPD und war Bundestagsabgeordnete für den Märkischen Kreis. Dagmar Freitag

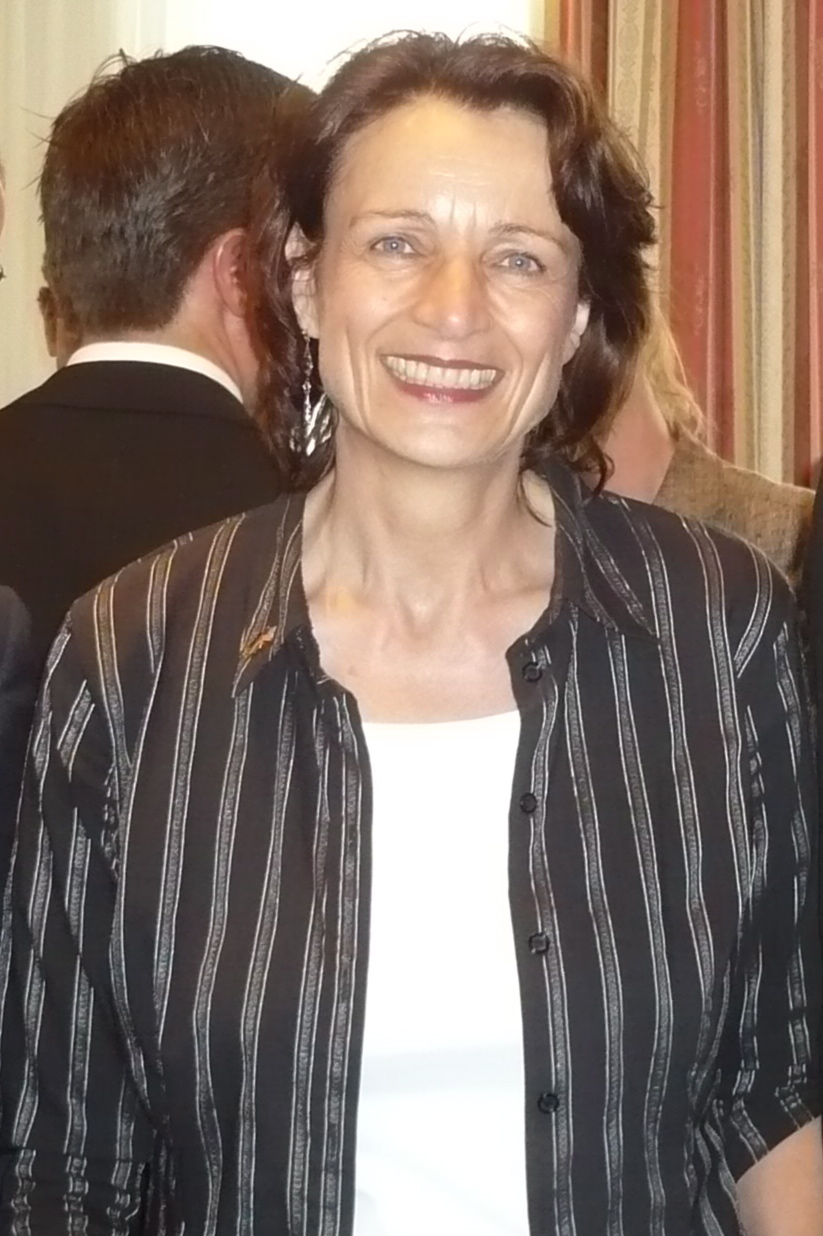
Dagmar Freitag

- Adolf Freusberg (* 2. Juni 1802 in Bilstein; † 1. August 1869 in Olpe) war ein Landrat und Gutsbesitzer.
- Caspar Freusberg (* 30. Mai 1873 in Olpe; † 23. Januar 1954 in Neuss) war ein Landrat.
- Joseph Freusberg (* 23. September 1842 in Olpe; † 30. Juli 1917 in Berlin) war ein preußischer Richter und Beamter. Er war unter anderem Landrat der Kreise Olpe und Arnsberg sowie später im preußischen Kultusministerium zuständig für die Fragen der katholischen Kirche.
- Christian Franz Dietrich von Fürstenberg (teilw. auch Christian Franz Theodor) (* 5. Februar 1689 auf Schloss Fürstenberg; † 24. August 1755 auf Schloss Herdringen) war zunächst Domherr, ehe er in den weltlichen Stand zurückkehrte und unter anderem Mitglied im Reichshofrat und Erbdrost verschiedener Ämter im Herzogtum Westfalen wurde.
- Engelbert von Fürstenberg (* 7. November 1850 in Herdringen; † 1. Oktober 1918 in ebenda) war Fideikommissherr aus dem Adelsgeschlecht Fürstenberg und Politiker.
- Ferdinand von Fürstenberg (* 22. August 1661 auf Burg Schnellenberg; † 15. März 1718) war unter anderem Obriststallmeister des Hochstifts Paderborn sowie Erbdrost verschiedener Ämter im Herzogtum Westfalen.
- Franz Egon von Fürstenberg-Herdringen (* 15. August 1818 in Herdringen; † 1. Februar 1902 ebd.) war Politiker und Bauherr des neuen Schlosses Herdringen.
- Franz Egon Philipp von Fürstenberg-Herdringen (* 23. August 1789 in Herdringen; † 25. September 1832 in Ödingen) war Fideikommissherr aus dem Adelsgeschlecht Fürstenberg und Politiker.
- Franz Wilhelm von Fürstenberg (* 29. September 1628 auf Schloss Herdringen; † 2. September 1688 in Mülheim) war Ritter des Deutschen Ordens und zuletzt Landkomtur der Ballei Westfalen.
- Friedrich von Fürstenberg (* um 1510/11 auf Burg Waterlappe bei Ense; † 11. März 1567), kurkölnischer Rat und Drost der Ämter Waldenburg und Bilstein.
- Friedrich von Fürstenberg (* 1. März 1576; † 9. August 1646), Landdrost des Herzogtums Westfalen.Friedrich von Fürstenberg

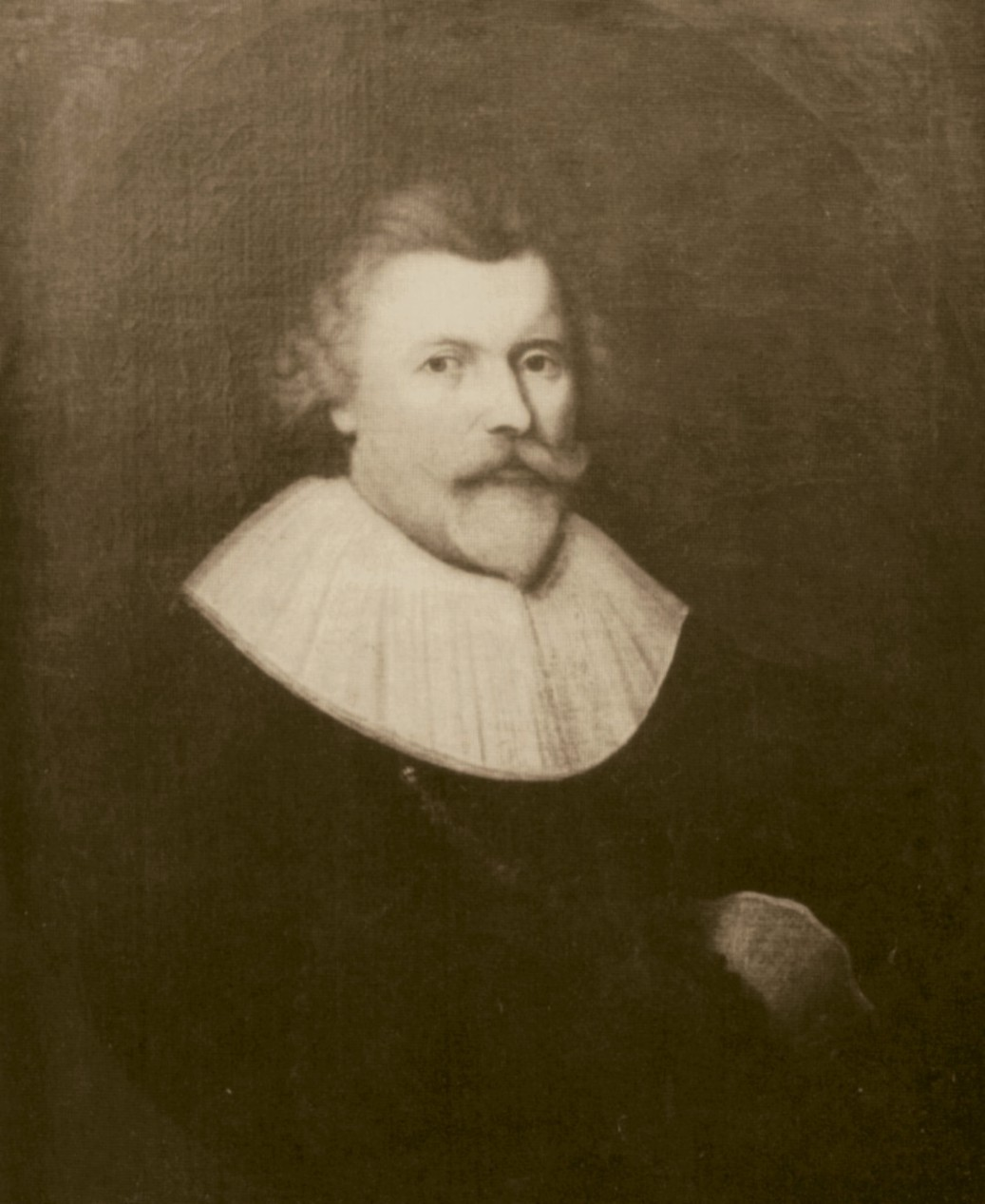
Friedrich von Fürstenberg

- Johann Adolf von Fürstenberg (* 16. März 1631 in Köln; † 14. April 1704 in Herdringen) war ein katholischer Geistlicher (zuletzt Dompropst in Paderborn und Münster), außerdem Drost im Herzogtum Westfalen, Diplomat sowie Bauherr von Schloss Adolfsburg.
- Kaspar von Fürstenberg (* 11. November 1545 Burg Waterlappe bei Ense; † 5. März 1618 in Arnsberg), war ab 1613 Landdroste des Herzogtums Westfalen und Droste zu Bilstein, FredeburgKaspar von Fürstenberg

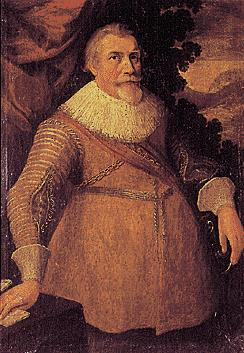
Kaspar von Fürstenberg

- Franz Joseph Dröge (* 27. April 1789 in Arnsberg; † 17. Februar 1850 ebenda) war ein Jurist und Politiker.
- Herbert Evers (* 3. September 1902 in Grevenbrück; † 7. Februar 1968 in Münster) war ein Jurist, Politiker (NSDAP) und Landrat.
- Hans Gabriel (* 27. Juni 1887 in Eslohe; † 4. Juli 1972 ebenda) war ein Kommunalpolitiker und ehrenamtlicher Landrat (CDU).
- Johann von Gaugreben (* 22. Februar 1848 in Konstanz; † 11. Januar 1912 in Bruchhausen) war ein Gutsbesitzer und preußischer Landrat des Kreises Brilon.
- Werner von Gaugreben (* 11. März 1783 in Bruchhausen; † 26. August 1832 in Korbach) war ein Gutsbesitzer und Mitglied der Landstände des Fürstentums Waldeck.
- Thomas Gemke (* 1957 in Balve) ist ein Kommunalpolitiker (CDU). Er war von 2009 bis 2020 hauptamtlicher Landrat des Märkischen Kreises
- Friedrich Geiecke (* 19. September 1899 in Heiminghausen; † 22. Oktober 1982 in Mindelheim) war ein Kommunalpolitiker und ehrenamtlicher Landrat (Zentrum und CDU).
- Hermann-Josef Geismann (* 1. August 1930 in Hemer; † 23. Juni 2018 ebenda) war ein CDU-Landtagsabgeordneter für den nördlichen Märkischen Kreis und war der letzte Amtsbürgermeister des Amtes Hemer.
- Heinrich II. von Gevore (* um 1140) war ein Edelherr von Gevore, die sich später Edelherren von Bilstein nannte.
- Johann Matthias Gierse (* 19. Juni 1807 in Gellinghausen bei Meschede; † 7. Juni 1881 in Münster) war ein Jurist und Politiker. Er gilt als einer der Führungsfiguren in der zweiten Phase der Revolution von 1848/49 in Westfalen.
- Gottfried I. (Arnsberg) († um 1154) war Burggraf von Utrecht und seit 1132 Graf von Werl-Arnsberg.
- Henrich Christian Graubner (* 10. April 1763 in Adorf; † 4. November 1832 ebenda) war ein Gutsbesitzer und Politiker.
- Melchior Niedhardt Gronau (* um 1648; † 1722 in Brilon) war ein Bürgermeister von Brilon.
- Emil Groll (* 6. März 1904 in Lüdenscheid; † 26. Juli 1978) war ein Politiker und ehemaliger Landtagsabgeordneter (SPD).
- Joachim Grünewald (* 21. November 1933 in Kirchhundem; † 5. Januar 2012 in Olpe) war Politiker (CDU) und war Parlamentarischer Staatssekretär im Bundesminister der Finanzen.
- Wilhelm Haarmann (* 9. Januar 1912 in Letmathe, heute Stadt Iserlohn; † 13. Juli 1990 in Iserlohn) war ein Kommunalpolitiker und ehrenamtlicher Landrat des ehemaligen Kreises Iserlohn (CDU).
- Dagmar Hanses (* 2. Juni 1975 in Lennestadt) ist eine Politikerin von Bündnis 90/Die Grünen und war Landtagsabgeordnete.
- Carl Harbert (* 10. Oktober 1771 in Arnsberg; † 11. Juli 1832 in Arnsberg) war hoher Beamter im Dienste verschiedener Landesherren sowie Bürgermeister von Arnsberg. Außerdem trat er als Pomologe hervor.
- Alfons Heimes (* 1946 in Saalhausen) ist ein Politiker (CDU). Er ist ehemaliger Bürgermeister von Lennestadt.
- Theo Heimes (* 6. November 1923 in Milchenbach; † 10. März 2008) war ein Kommunalpolitiker und Landtagsabgeordneter (SPD).
- Heinrich II. (Arnsberg) († nach 1207) Graf von Arnsberg und Graf von Rietberg war Mitregent seines Vaters Heinrich I. und zeitweise auch seines Bruders Gottfried II.
- Otto Hembeck (* 25. Mai 1881 in Lösenbach; † 11. Mai 1958 in Lüdenscheid) war ein Unternehmer und Politiker (DVP, DNVP), u. a. Reichstagsabgeordneter.
- Josef Hennemann (* 14. Januar 1908 in Repe; † 27. April 1968) war Mitbegründer der CDU im Landesverband Westfalen und Landtagsabgeordneter (CDU).
- Heinz Heppelmann (* 17. Mai 1927; † 10. Januar 2009 in Arnsberg-Neheim) war ein im sozialen und ehrenamtlichen bürgerschaftlichen Bereich engagierter Verwaltungsbeamter in Neheim-Hüsten.
- Hermann II. (Werl) (* um 980; † 1025) war Graf von Werl, Graf im Lochtrop-, Leri- und Dreigau (im oberen Sauerland) sowie Graf im Bistum Osnabrück. Außerdem war er Vogt der Stifte Werden, Liesborn, Meschede und Oedingen.
- Wilhelm Hertin (* 8. Februar 1880 in Voßwinkel; † 23. September 1968 in Balve) war ein Kommunalpolitiker und ehrenamtlicher Landrat (CDU).
- Dietmar Heß (* 21. März 1955 in Heggen) ist ein Kommunalpolitiker (CDU), der von 1997 bis 2020 Bürgermeister von Finnentrop war.
- Fritz Hesse (* 10. Januar 1893 in Altena; † 29. August 1963) war ein sozialdemokratischer Politiker.
- Franz Hillebrand (* 14. Februar 1918 in Brilon; † 4. Juli 1984) war ein Politiker der CDU.
- Wolfgang Hilleke (* 4. März 1963 in Attendorn) war als Parteiloser von 2009 bis 2014 Bürgermeister von Attendorn.
- Friedrich Hilsmann (* 28. Dezember 1808 in Rüthen; † 21. Februar 1900 in Neheim) war ein früher Demokrat, Arzt und Ehrenbürger der Stadt Neheim.
- Lorenz Hoffmann (* 17. März 1892 in Bigge; † 28. September 1967 ebenda) war ein Kommunalpolitiker und ehrenamtlicher Landrat (CDU).
- Andreas Hollstein (* 6. Mai 1963 in Altena) ist ein Politiker (CDU) und war von 1999 bis 2020 Bürgermeister von Altena.
- Arnold Ludwig von Holtzbrinck (* 20. September 1811 in Altena; † 8. April 1886) war Landrat der Landkreise Siegen und Altena sowie Abgeordneter im Preußischen Abgeordnetenhaus.
- Heinrich Wilhelm von Holtzbrinck (* 3. Januar 1809 in Altena; † 24. Juni 1877 in Oedenthal, Gemeinde Lüdenscheid-Land) war preußischer Beamter, zuletzt Regierungspräsident und Politiker. Kurzzeitig war er auch preußischer Handelsminister.
- Walter Hostert (* 19. Mai 1926 in Lüdenscheid; † 14. April 2008 ebenda) war ein Kommunalpolitiker und ehrenamtlicher Landrat (CDU).
- Everhard Höynck (* 1616 in Arnsberg; † 17. September 1675 in Brilon) war Bürgermeister von Brilon.
- Klaus Hülsenbeck (* 2. August 1958) ist ein Politiker (CDU) und Fußballschiedsrichter.
- Horst Jäcker (* 21. März 1941 in Werdohl) ist ein Politiker und ehemaliger Landtagsabgeordneter (CDU).
- Heinrich Jansen (* 5. April 1876 in Lüdinghausen; † 16. September 1945 in Warburg) war Gutsbesitzer und langjähriger Landrat des Kreises Brilon.
- Johann I. (Bilstein) (*?; † 8. April 1310) war Edelherr und Besitzer des so genannten Landes Bilsteins und zugehöriger Gebiete sowie Landmarschall von Westfalen.
- Michael Joithe (* 7. November 1973 in Letmathe) ist ein Unternehmer und Lokalpolitiker. Seit dem 1. November 2020 ist er hauptamtlicher Bürgermeister von Iserlohn.
- Klaus Kaiser (* 6. März 1957 in Bremen (Ense)) ist ein Politiker der CDU. Seit dem 2. Juni 2000 ist er Abgeordneter des Landtages von Nordrhein-Westfalen und seit 2017 Parlamentarischer Staatssekretär im Ministerium für Kultur und Wissenschaft des Landes Nordrhein-Westfalen.
- Ernst Keller (* 11. September 1900 in Neheim; † 21. Juli 1963) war ein Politiker der FDP und Unternehmer.
- Kaspar Kellermann (* um 1600; † 9. November 1629 in Sundern) war ein Opfer der Hexenverfolgungen.
- Hubertus Klenner (* 7. Oktober 1959 in Marsberg) ist ein Politiker (CDU). Er war von 2004 bis 2014 Bürgermeister von Marsberg.
- Matthias Kerkhoff (* 3. September 1979) ist ein Politiker der CDU, der seit 2012 Mitglied des Landtags Nordrhein-Westfalen ist. Er zog als direkt gewählter Abgeordneter des Wahlkreises Hochsauerlandkreis II in den Landtag ein.
- Burkhard König (* 1961) ist ein Politiker (CDU). Er ist Bürgermeister von Schmallenberg.
- Thomas Köster (* 28. Oktober 1946 in Menden) ist Wirtschaftspolitiker (CDU). Er war Geschäftsführer der Dachorganisation des Handwerks in Nordrhein-Westfalen.
- Walther Kolbe (* 27. Dezember 1899 in Neheim-Hüsten; † 25. Dezember 1953) war ein Politiker der CDU und Bundestagsabgeordneter.
- Konrad II. (Werl-Arnsberg) (* um 1040; † 1092 gefallen in Friesland) war Graf von Werl-Arnsberg und Vogt des Bistums Paderborn.
- Rudolf Kraft (* 24. Februar 1923 in Scharfenberg; † 1993) war ein Kommunalpolitiker und ehrenamtlicher Landrat (CDU).
- Hermann Kroll-Schlüter (* 1. März 1939 in Belecke) ist ein Landwirt und Politiker (CDU).
- Theodor Kruse (* 24. Mai 1948 in Lennestadt-Grevenbrück) ist ein Politiker (CDU) und war von 1995 bis 2017 Landtagsabgeordneter für den Kreis Olpe.
- Johannes Kühling (* 12. April 1890 in Küntrop; † 2. März 1965 ebenda) war ein Kommunalpolitiker und ehrenamtlicher Landrat (CDU).
- Helmut Kumpf (* 2. Januar 1928 in Herrntrop (Gemeinde Kirchhundem); † 5. Juni 1973) war ein Politiker der CDU.
- Wolfram Kuschke (* 9. April 1950 in Menden) ist ein Politiker der SPD. Er war Regierungspräsident des Regierungsbezirks Arnsberg und Minister in NRW.
- Clemens August von Landsberg zu Erwitte (* 1733; † 12. Juni 1785 in Velen) war Amtsträger und Beamter im Herzogtum Westfalen und im Hochstift Münster. Daneben war er im großen Stil unternehmerisch tätig.
- Dietrich von Landsberg zu Erwitte (teilweise auch als Theodor von Landsberg bezeichnet) (* 1618; † 15. November 1683 in Arnsberg) war ein hochrangiger Offizier im kaiserlichen, spanischen und kurkölner Dienst, Diplomat sowie Landdrost im Herzogtum Westfalen.

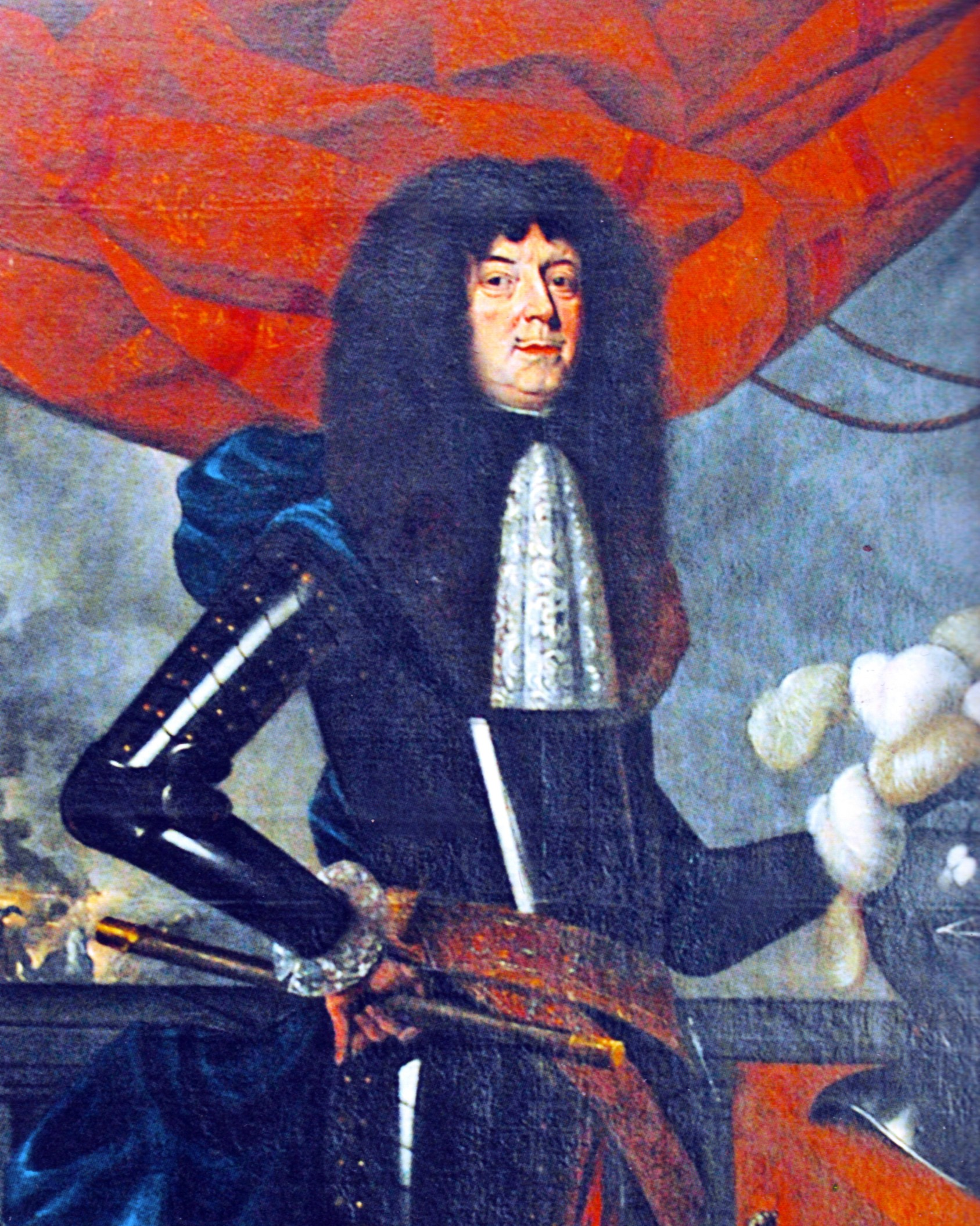
Dietrich von Landsberg zu Erwitte

- Franz Kaspar Ferdinand von Landsberg zu Erwitte (* 2. März 1670; † 30. September 1748 auf Schloss Wocklum bei Balve) war Gutsherr, Domherr sowie hochrangiger Beamter des Herzogtums Westfalen.
- Wilhelm Langemann (* 1889 in Willertshagen, Kreis Altena, Westfalen; † 29. Juli 1988 vermutlich in Meinerzhagen, Nordrhein-Westfalen) war während der Zeit des Nationalsozialismus sowohl Stadt- als auch Amtsbürgermeister in Hemer.
- Johann Caspar Lecke (* 14. März 1694 in Iserlohn; † 21. Januar 1785 ebenda) war Unternehmer, Oberbürgermeister von Iserlohn und Lokalhistoriker.
- Helmut Lindner (* 4. Oktober 1927 in Iserlohn; † 17. November 2002) war ein Politiker und Landtagsabgeordneter (CDU).
- Joseph Lohmann (* 4. November 1799 in Brilon; † 11. April 1858 ebenda) war ein Richter und Parlamentarier.
- Carl von Lüninck (* 11. März 1794 in Ostwig (Stadt Bestwig); † 12. September 1872 ebenda) war ein Gutsbesitzer, Mitglied der Landstände des Fürstentums Waldeck und Bürgermeister von Bestwig.
- Grafen von der Mark (1160–1609).
- Josef Mayworm (* 22. Mai 1877 in Attendorn; † 20. Februar 1953 in Attendorn) war ein sozialdemokratischer Politiker. Er war einer der Gründer der Sozialdemokratie im kurkölnischen Sauerland.
- Theo Melcher (* 1960 in Fretter) ist ein Kommunalpolitiker (CDU), der 2020 zum Landrat des Kreises Olpe gewählt worden ist.
- Meinolf Mertens (* 4. Juni 1923 in Bönkhausen, heute Sundern (Sauerland); † 14. Mai 2009 ebenda) war ein Kommunal-, Landes- und Europapolitiker der CDU.
- Friedrich Merz (* 11. November 1955 in Brilon) ist ein Politiker (CDU), Mitglied des Bundestages für den Hochsauerlandkreis, Bundesvorsitzender der CDU und seit 2025 Bundeskanzler der Bundesrepublik Deutschland.

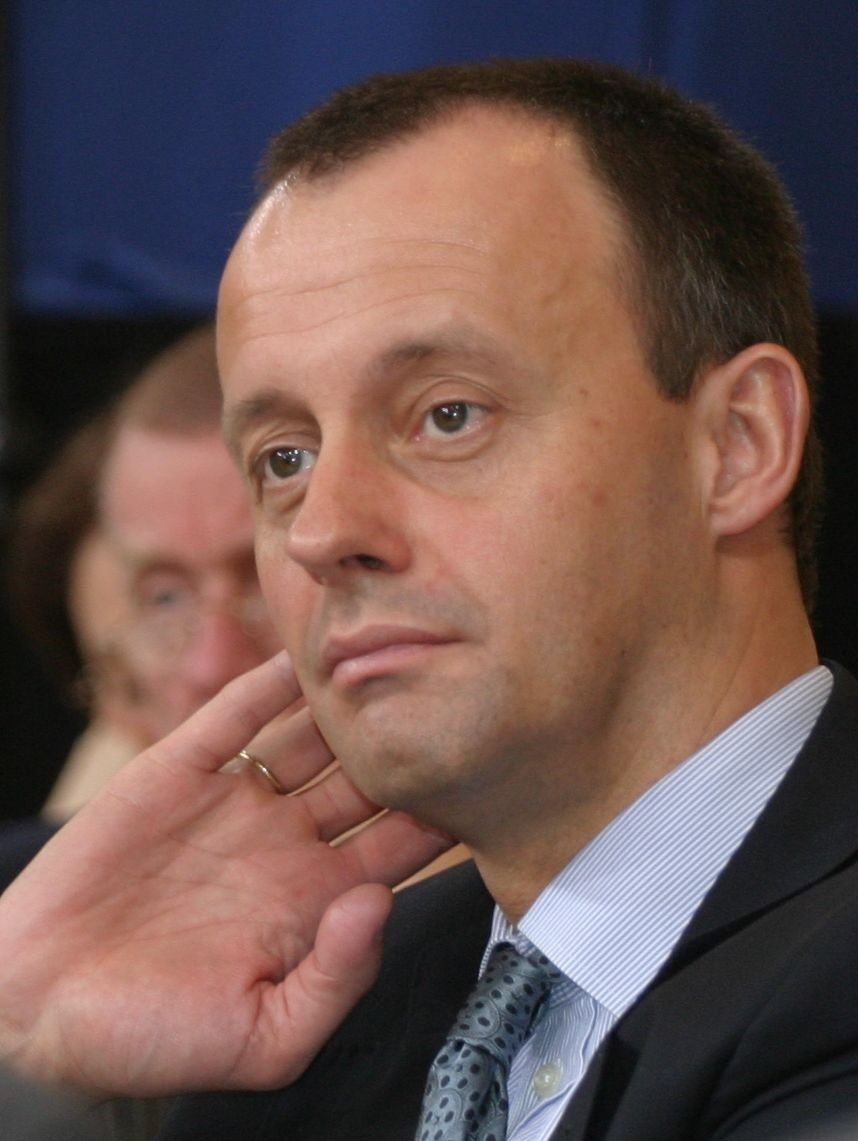
Friedrich Merz (2004)

- Josef Metten (* 13. August 1909 in Listerscheid; † 27. April 1993) war ein Kommunalpolitiker und ehrenamtlicher Landrat (CDU).
- Stephan Mias (* 27. März 1911 in Iserlohn) war ein Kommunalpolitiker und ehrenamtlicher Landrat (FDP).
- Egon Mühr (* 15. Dezember 1933 in Arnsberg-Neheim; † 11. Januar 2008 ebenda) war ein Oberkreisdirektor und Politiker der CDU.
- Franz Müntefering (* 16. Januar 1940 in Neheim) ist ein Politiker (SPD). Er war SPD-Bundesvorsitzender und von 2005 bis 2007 Vizekanzler und Bundesminister für Arbeit und Soziales.
- Frank Neppe (* 30. Juni 1966 in Hemer) ist ein Politiker (parteilos, zuvor Die blaue Partei, AfD, davor Schill-Partei).
- Steffen von Niederbergheim (* vor 1590 in Niederbergheim; † 28. Juni 1617 in Allagen) war ein Bierbrauer und Opfer der Hexenverfolgung in Hirschberg.

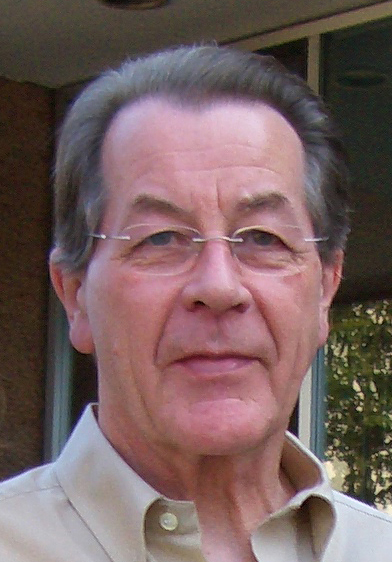
Franz Müntefering (2005)

- Heinrich Philipp Osterrath (* 13. Dezember 1805 in Arnsberg; † 28. Januar 1880 ebenda) war ein preußischer Beamter und Parlamentarier
- Wilhelm Otto (* 15. Juni 1898 in Erlinghausen; † 14. Mai 1956) war ein Politiker und Landtagsabgeordneter (CDU).
- August Overweg (* 10. Juni 1836 in Iserlohn; † 2. März 1909 in Letmathe, jetzt Iserlohn) war Beamter und Politiker (Erster Landeshauptmann von Westfalen).
- Erpo von Padberg (auch Erpho von Padberg; † 1113 in Flechtdorf, heute Ortsteil von Diemelsee) war ein Graf aus dem kurzlebigen Geschlecht der Padberger Grafen. Er stiftete 1104 das Kloster Flechtdorf.
- Gottschalk I. von Padberg, urkundlich 1165–1196/† 1201, Stifter des Klosters Bredelar.
- Johann I. vom Neuen Haus Padberg, urkundlich ab 1322; † 1368, Marschall von Westfalen 1356–1358, Freigraf in Padberg 1359–1360.
- Alex Paust (* 19. Oktober 1945 in Voßwinkel) war Bürgermeister von Arnsberg.
- Johann Caspar Peters (* 26. August 1836 in Allendorf; † 27. Januar 1909 in Breslau) war ein Gymnasiallehrer und Politiker der Zentrumspartei.
- Theodor Plange (* 5. Juni 1789 in Attendorn; † 28. März 1855 ebenda) war ein Jurist und Abgeordneter.
- Ernst Plassmann (* 12. April 1820 in Arnsberg; † 10. Januar 1876 in Hamm) war ein Jurist und Politiker.
- Hunold I. von Plettenberg (* um 1190) war von 1256 bis 1260 Marschall von Westfalen.
- Johann I. von Plettenberg (* vor 1270; † nach 1314) war Marschall von Westfalen.
- Wilhelm von Plettenberg († 2. Februar 1711) war Obrist und Landkomtur des Deutschen Ordens.
- Christian Pospischil (* 30. Juli 1981 in Attendorn) wurde bei den Kommunalwahlen in Nordrhein-Westfalen 2014 als Kandidat der SPD zum Bürgermeister von Attendorn gewählt.
- Tobias Puspas (* 8. April 1975 in Lennestadt) ist ein Kommunalpolitiker (CDU) und seit 2020 Bürgermeister von Lennestadt.
- Franz Quadflieg (* 10. Dezember 1900 in Meschede; † 1957 ebendort) war ein Politiker (NSDAP).
- Johann Quick (* 3. Oktober 1893 in Winterberg; † 24. Juli 1949 in Assinghausen) war ein Kommunalpolitiker und ehrenamtlicher Landrat (CDU).
- Josef Quinke (* 18. Oktober 1905 in Fretter; † 16. Dezember 1942 im Konzentrationslager Sachsenhausen) war ein Bäckermeister und NS-Opfer. Er starb im KZ Sachsenhausen und wurde später zu einem Märtyrer des 20. Jahrhunderts erklärt.
- Michael Rademacher (* 17. November 1952 in Arnsberg-Voßwinkel) ist ein SPD-Kommunalpolitiker.
- Caspar Reinhartz (* 1596 in Werl; † 1669) war Jurist in kurkölner Diensten und ist vor allem als Hexenkommissar bekannt geworden.
- Jochen Ritter (* 12. Mai 1966 in Rüthen) ist ein Politiker der CDU.
- Johann Richard Rham (* um 1600 in Werl; † 7. Oktober 1663 in Coesfeld) war Prämonstratenser, Alchimist, kaiserlicher Rat und Diplomat.
- Aloys Rüberg (* 2. März 1894 in Iserlohn; † 30. Januar 1971 in Iserlohn) war ein Syndikus von Handwerkerverbänden, Beamter und Politiker der Zentrumspartei.
- Hermann II. († um 1246) war ein Edelherr aus dem Geschlecht der Rüdenberger mit Hauptsitz auf der Rüdenburg bei Arnsberg und Burggraf von Stromberg.
- Konrad II. (* vor 1217; † zwischen 1253 und 1261) war ein Edelherr aus dem Geschlecht der Rüdenberger und war Burggraf von Stromberg.
- Ludwig Runte (* 1896 in Niedermarsberg; † 1958 in Rheydt) war ein nationalsozialistischer Politiker.
- Fritz Rustemeyer (* 14. Oktober 1898 in Iserlohn-Obergrüne; † 3. November 1965 in Iserlohn) war ein SPD-Politiker und Bürgermeister von Iserlohn.
- Erhard Schäfer (* 26. März 1937 in Voßwinkel) ist ein CDU-Kommunalpolitiker.
- August Schlingmann (* 17. Oktober 1901 in Lüdenscheid; † 12. November 1993 ebenda) war ein Politiker (SPD). Er war von 1950 bis 1966 Mitglied des Landtags von Nordrhein-Westfalen und von 1953 bis 1961 Oberbürgermeister von Lüdenscheid.
- Paul Schneider (* 25. März 1872 in Balve; † 20. Oktober 1936 in Arnsberg) war ein Jurist und Politiker. Er war Bürgermeister von Arnsberg (1922–1932).
- Thomas Schöne (* 1. Mai 1967 in Warstein) ist ein Politiker (CDU). Er ist seit 2015 Bürgermeister von Warstein.
- Josef Schrage (* 6. Mai 1881 in Olpe; † 27. November 1953 in Olpe), war Gewerkschaftsfunktionär und Politiker (Zentrum, Vorsitzender der CDU-Fraktion im Landtag Nordrhein-Westfalen).
- Hartmut Schauerte (* 13. September 1944 in Kirchhundem) ist ein Politiker (CDU). Er war 1994 bis 2009 Bundestagsabgeordneter für den Kreis Olpe und zeitweise Staatssekretär.
- Hermann Scheffler (* 29. März 1920 in Hemer-Westig; † 11. Januar 1983 in Hemer) war ein Politiker (SPD).
- Heinrich Schlieper (* 18. Dezember 1826 in Iserlohn; † 8. April 1905) war ein Industrieller und Politiker.
- Josef Schmelzer (* 30. Juli 1876 in Oberhundem; † 8. Oktober 1962 ebd.) war Landwirt und Politiker zunächst der Zentrumspartei und später der CDU.
- Anna Margaretha Schmidt (* 1684 in Wenden (Sauerland); † 24. Februar 1696 in Olpe) war das letzte Opfer der Hexenverfolgung in Olpe. Sie wurde im Alter von zwölf Jahren hingerichtet.
- Karl Schneider (* 13. Februar 1952) ist ein Politiker der CDU. Er ist hauptamtlicher Landrat des Hochsauerlandkreises.
- Franz Schrewe (* 29. Mai 1950 in Brilon) ist ein Politiker der SPD. Er ist Bürgermeister von Brilon.
- Theodor Schroeder (* 9. April 1829 in Mülheim an der Möhne; † 8. Juni 1890) war ein Jurist und Politiker der Zentrumspartei.
- Degenhard von Schüngel (* um 1372; † 1440) war Lehnsherr zu Neheim, Övinghausen und Echthausen.
- Bernd Schulte (* 13. Mai 1985 in Meschede) ist seit 2022 Staatssekretär und Amtschef der Staatskanzlei des Landes Nordrhein-Westfalen. Von 2015 bis 2019 war er Erster Beigeordneter der Stadt Hemer. Seit 2014 ist er Mitglied im Kreistag des Hochsauerlandkreises.
- Bernd Schulte (* 8. Dezember 1949 in Lüdenscheid) ist ein Politiker (CDU) und war von 1995 bis 2010 Mitglied des Landtags von Nordrhein-Westfalen.
- Ulrich Schulte (* 23. Februar 1967 in Plettenberg) ist ein Kommunalbeamter (parteilos) und hauptamtlicher Bürgermeister von Plettenberg.
- Wilhelm Schwarze (* 24. August 1851 in Brilon; † 8. Januar 1937 in Ostercappeln) war ein Jurist und Politiker des Zentrums, Mitglied des Reichstages für die Kreise Brilon und Lippstadt und Mitglied des preußischen Landtages.
- Ralf Schwarzkopf (* 22. Oktober 1968) ist ein Politiker (CDU).
- Christian Schweitzer (* 22. Juli 1987 in Iserlohn) ist ein Verwaltungsbeamter und seit dem 1. November 2020 Bürgermeister von Hemer.
- Josef August Senge (* 30. Mai 1906 in Meschede, Westfalen; † 17. Juli 1941 in Hadamar bei Limburg an der Lahn, Hessen) war ein Fabrikarbeiter, der in der Tötungsanstalt Hadamar im Rahmen der „Aktion T4“ ermordet wurde.
- Wilhelm Seissenschmidt (* 24. Mai 1802 in Belecke; † 5. Juni 1871 in Arnsberg) war Bürgermeister in Arnsberg, Mitglied im preußischen Abgeordnetenhaus und Autor historischer Beiträge.
- Johann Friedrich Joseph Sommer (* 26. Januar 1793 in Kirchhundem; † 13. November 1856 in Arnsberg) war ein Publizist und Herausgeber, Politiker und Jurist.
- Franz Wilhelm von Spiegel zum Desenberg (* 8. Januar 1753 auf Schloss Canstein (bei Marsberg); † 6. August 1815 ebd.) war ein Adeliger, Anhänger der Aufklärung, Landdrost des Herzogtums Westfalen und Minister des kurkölnischen Staates.

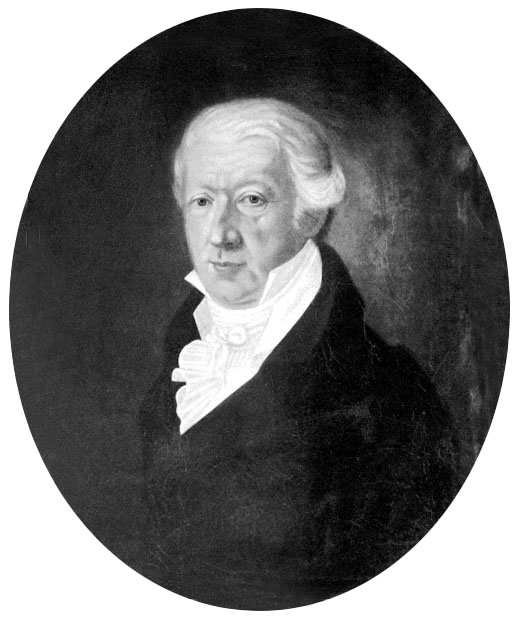
Franz-Wilhelm von Spiegel

- Theodor Hermann von Spiegel (* 1712; † 1779) war Landdrost des Herzogtums Westfalen.
- Friedrich Wilhelm von Spiegel zum Desenberg (* 14. Mai 1775 auf Schloss Canstein; † 13. April 1807 in Olpe) war Berghauptmann im Bergamt des Herzogtum Westfalen.
- Aloys Steppuhn (* 19. Juni 1950 in Hemer) war von 1999 bis 2009 hauptamtlicher Landrat des Märkischen Kreises.
- Walter Stahlschmidt (* 30. November 1940 in Plettenberg) ist ehemaliger Bürgermeister der Stadt Plettenberg.
- Julius Franz von Stockhausen (* 24. Oktober 1814 in Stockhausen; † 23. September 1881 ebenda) war ein Gutsbesitzer und preußischer Abgeordneter.
- Henrich Stoffregen (* ? aus Hesborn; † 4. August 1628 in Hallenberg), hingerichtet in den Hexenverfolgungen in Westfalen
- Heinrich Stremme (* 8. August 1884 in Willingen; † 18. Dezember 1933 ebenda) war ein Landwirt und Politiker (Landbund).
- Gerhard Struckelmann war seit 1487 Oberfreigraf des Arnsberger Oberfreistuhls.
- Alfons Stumpf (* 21. November 1949 in Attendorn) war von 1994 bis zum 21. Oktober 2009 Bürgermeister von Attendorn.
- Heinrich Teipel (* 22. März 1885 in Arnsberg; † 11. April 1945 in Wanzleben) war ein Politiker (NSDAP), Tierarzt und SA-Führer.
- Wilhelm Tewes (* 16. September 1878; † 8. Oktober 1957 in Warburg) war ein Kommunalpolitiker und ehrenamtlicher Landrat (CDU).
- Fritz Thomée (* 1862 in Werdohl; † 1944) war Verwaltungsjurist und Landrat des Kreises Altena. Er war maßgeblich an Maßnahmen zur Erhaltung der Burg Altena Anfang des 20. Jahrhunderts beteiligt.
- Franz Anton Thüsing (* 23. April 1782 in Gut Brenschede (bei Sundern); † 18. Mai 1832 ebd.) war erster Landrat des Kreises Arnsberg.
- Günther Trommer (* 28. Januar 1918 in Waldkirchen; † 11. April 1990) war ein Politiker und Landtagsabgeordneter (SPD).
- Klaus Tweer (* 31. Januar 1942; † 7. Juni 2012) war ein Kommunalpolitiker der SPD und von 1994 bis 1999 Landrat des Märkischen Kreises.
- Caspar Ignaz Ulrich (* 23. Oktober 1788 in Brilon; † 3. Mai 1863 in Berlin) war ein Jurist, Publizist und Politiker.
- Thomas Vielhaber (* 18. Juni 1961 in Winterberg) ist ein Ingenieur, Stadtplaner und Stadtbaurat in Hannover.
- Martin Wächter (* 15. November 1960 in Menden (Sauerland)) war von 2015 bis Oktober 2020 hauptamtlicher Bürgermeister von Menden.
- Sebastian Wagemeyer (* 20. September 1976 in Lüdenscheid) ist ein Gymnasiallehrer und Lokalpolitiker (SPD). Seit dem 1. November 2020 ist er Bürgermeister von Lüdenscheid.
- Christoph Weber (* 15. Dezember 1965 in Freienohl) ist ein Diplom-Ingenieur und Lokalpolitiker (CDU). Seit 2015 ist er hauptamtlicher Bürgermeister von Meschede.
- Peter Weber (* 14. November 1968 in Olpe) ist ein Kommunalpolitiker der CDU. Er ist Bürgermeister von Olpe.
- Clemens August von Weichs (* 1736; † 1815) war der letzte Landdrost im Herzogtum Westfalen und unter hessen-darmstädtischen Herrschaft Präsident des Regierungskollegiums in Arnsberg.
- Willi Weiskirch (* 1923 in Welschen Ennest, jetzt Kirchhundem; † 1996 in Altenhundem, jetzt Lennestadt) war ein Politiker der CDU, 1985–1990 Wehrbeauftragter des Deutschen Bundestages.
- Martin Wendt (* 24. März 1935 in Velmede; † 8. September 2010), war ein Politiker (SPD), Mitglied des Bundestages von 1965 bis 1980.
- Heinrich war seit etwa 1017 Graf von Werl.
- Rudolf von Werl (auch Ludolf) (* um 982/86; † 12. Juli um 1044) stammte aus dem Haus der Grafen von Werl und war Graf im Groningerland im friesischen Emsland.
- Conradus Wesceli war ein mittelalterlicher Bürgermeister (consul regens oder proconsul) in Brilon.
- Joachim Westermann (* 26. März 1948 in Hemer; † 15. August 2018) war ein Politiker und Staatssekretär im Land Nordrhein-Westfalen.
- Clemens August von Westphalen zu Fürstenberg (* 4. Dezember 1805 in Frankfurt am Main; † 10. April 1885 auf Schloss Laer bei Meschede) war ein Fideikommissherr und Politiker.
- Wilhelm II. von Bayern Freiherr von Höllinghofen (* ?; † 10. Februar 1657) war zunächst Landdrost des Herzogtums Westfalen und seit 1650 Fürstabt von Stablo und Malmedy.
- Hermann Willeke (* 19. Oktober 1929 in Sundern-Hagen; † 27. September 2017) war ein Verwaltungsbeamter und Kommunalpolitiker der CDU in Sundern.
- Klaus-Rainer Willeke (* 9. Dezember 1957 in Sundern) wurde im September 2020 als unabhängiger Kandidat, mit Unterstützung von FDP und Grünen, zum hauptamtlichen Bürgermeister von Sundern gewählt.
- Ferdinand von Wrede (* 1619; † 1685) war ein hochrangiger Kurkölner Funktionsträger und zuletzt als Landdrost Stellvertreter des Kurfürsten im Herzogtum Westfalen.
- Friedrich von Wrede (* 26. Juli 1787 in Melschede; † 21. Januar 1869 in Werl) war ein Rittergutsbesitzer und Landrat.
- Wilhelm Wulff (* 17. Juli 1815 in Arnsberg; † 14. August 1892 in Münster) war von 1842 bis 1878 Bürgermeister von Arnsberg.

### Wirtschaft, Gewerkschaften und Verbände

Hugo Bremer

### Religion

Carl Brockhaus

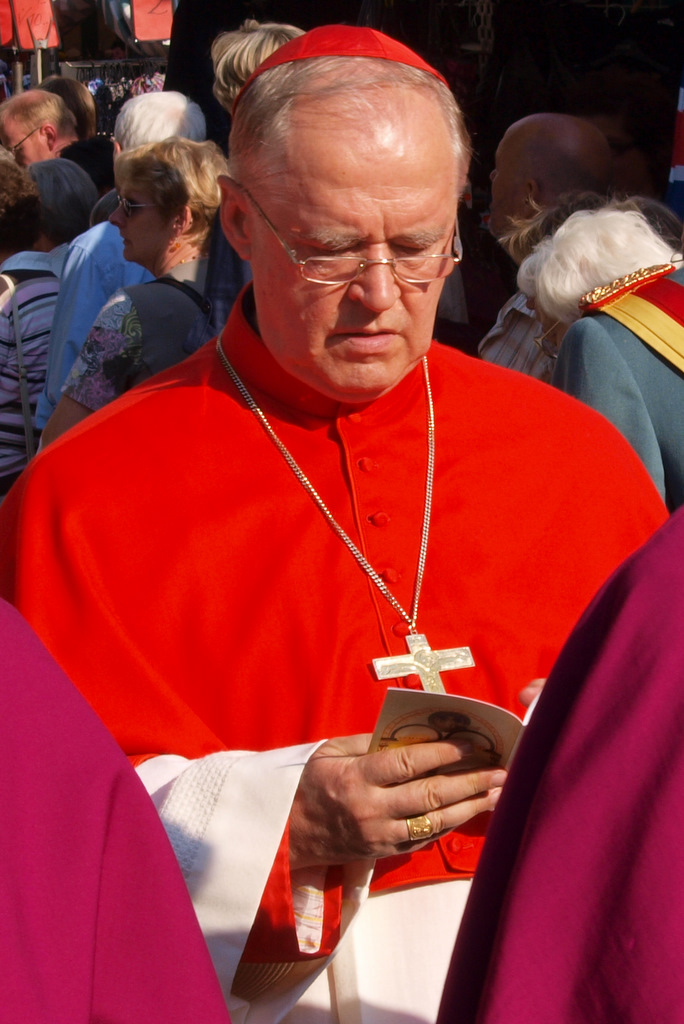
Paul Josef Kardinal Cordes

Franz Hitze

August Pieper

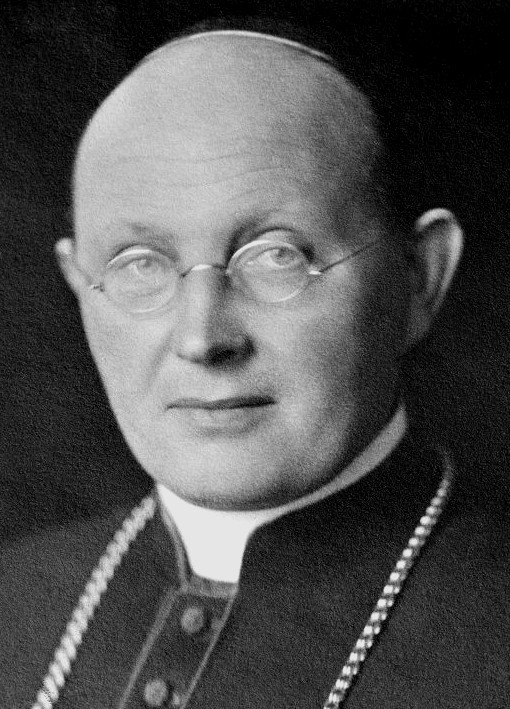
Karl Joseph Schulte

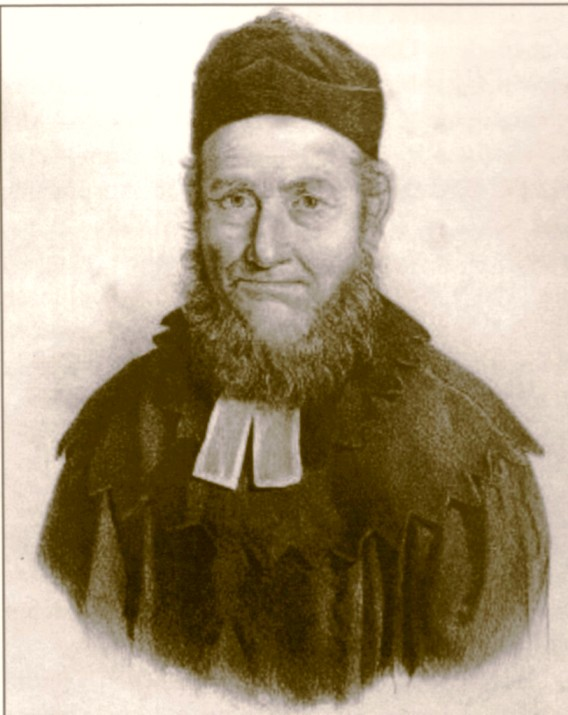
Joseph Abraham Friedländer

- Aloysius Althaus (* 1966 in Bad Berleburg) ist seit 2013 Abt der Benediktinerabtei Königsmünster in Meschede.
- Agnes von Arnsberg (auch Agnes zu Meschede) (* um 1236; † 7. April 1306) war die letzte Äbtissin des Damenstifts Meschede. Sie war auch Äbtissin von Stift Oedingen.
- Johannes von Arnsberg (auch Johann von Arnsberg) († 1319) war nach der Umwandlung des Damenstifts Meschede in ein Kanonikerstift der erste Propst dieser Einrichtung.
- Walram von Arnsberg (* um 1292; † 1322 oder 1323) war Propst des Stifts Meschede.
- Wilhelm von Arnsberg war etwa von 1323 bis 1346 Propst des Kanonikerstifts Meschede.
- Wilhelm Bäumer (* 17. November 1783 in Halver; † 13. Mai 1848 in Arnsberg) war ein protestantischer Theologe der reformierten Kirche und preußischer Konsistorialrat.
- Norbert Bicker († 1715 in Arnsberg) war von 1688 bis 1715 Abt des Prämonstratenserstifts Wedinghausen.
- Gottfried von Bilstein († 1289) war von 1272 bis 1289 Abt des Klosters Grafschaft.
- Kaspar Friedrich Brieden (* 24. Juni 1844 in Olpe; † 12. Juni 1908 in Arnsberg) war ein katholischer Theologe und Propst in Magdeburg und Arnsberg.

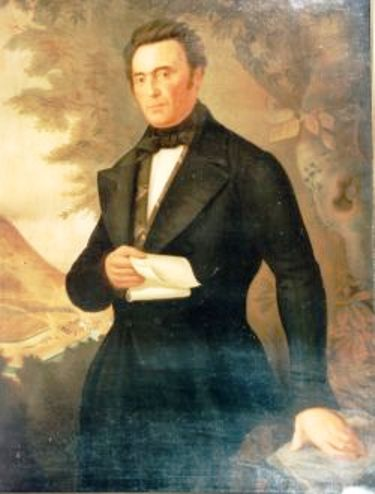
Josef Cosack

- Johannes Dornseiffer (* 2. Februar 1837 in Gerlingen, heute Gemeinde Wenden (Sauerland); † 11. Dezember 1914 in Eslohe) war Priester, Gründer der Winterschule in Fretter und an der Gründung mehrerer Spar- und Darlehnskassen beteiligt.
- Franz Joseph Fischer (* 1740 in Calle; † 21. August 1806 in Calle) war der letzte Abt des Prämonstratenserstiftes Wedinghausen.

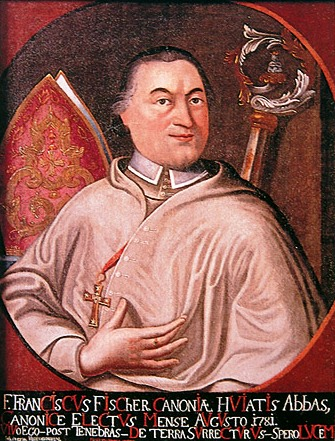
Franz Joseph Fischer

- Wilhelm Freseken (auch Wilhelmus de Susato) († 19. Juli 1401) war Propst des Stifts Meschede, Kanoniker in Soest, Dompropst in Münster und Kanoniker in St. Aposteln in Köln.
- Salomon Friedländer (* 14. Oktober 1824 oder 23. Oktober 1825 in Brilon; † 22. August 1860 in Chicago) war ein Vertreter des deutschen Reformjudentums.
- Bernhard Frick (* um 1600 in Hachen, Westfalen; † 31. März 1655 in Paderborn) war Generalvikar und Weihbischof in Paderborn und Hildesheim.
- Anna von Fürstenberg († 29. November 1626) war seit 1621 Äbtissin des Prämonstratenserinnenklosters Oelinghausen.
- Cordula von Fürstenberg († 1561) war Äbtissin des adeligen Frauenstifts Geseke.
- Ottilia von Fürstenberg (* 21. Februar 1549 auf Schloss Waterlappe bei Ense; † 7. März 1621) war Priorin des Klosters Oelinghausen sowie des weltlichen Damenstifts Heerse.

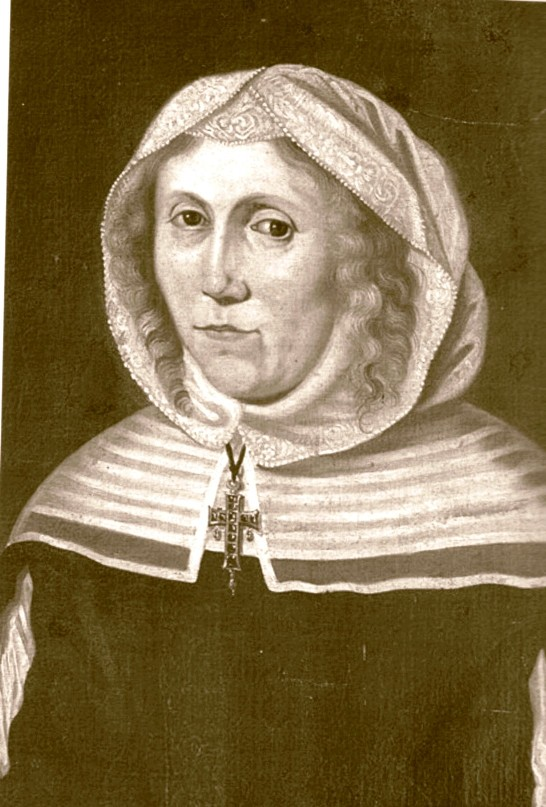
Ottilia von Fürstenberg (zeitgenössisches Gemälde)

- Ursula von Fürstenberg war von 1514 bis 1548 Äbtissin des Klosters Himmelpforten bei Ense
- Friedrich Anton Gelshorn (* 8. Mai 1814 in Winterberg; † 3. Juni 1875 in Wiesbaden) war ein katholischer Priester und Politiker.
- Peter Grebe (* 24. April 1896 in Thieringhausen bei Olpe; † 20. März 1962) war katholischer Geistlicher und NS-Justizopfer.
- Absalon Heuck (* 1598 in Liesen; † 13. Mai 1669) war von 1640 bis 1669 Abt des Klosters Bredelar. Er war maßgeblich am Wiederaufbau des Klosters nach dem Dreißigjährigen Krieg beteiligt.
- Adrian Höynck (* 20. Oktober 1701 in Bilstein; † 26. Januar 1749 in Arnsberg) war Abt im Prämonstratenserstift Wedinghausen.
- Coelestin Höynck (* 1659 in Arnsberg; † 25. Oktober 1727 in Grafschaft) war Cellarius und später Abt des Klosters Grafschaft.
- Rotger Linden (auch Rotger under der Linden; † 28. Januar 1584) war von 1551 bis 1584 als Rotger III. Abt des Klosters Grafschaft.
- Dominicus Meier (* 1959 in Heggen) ist Bischof von Osnabrück
- Johann Heinrich Montanus (* Mai 1680 auf dem Hof Krauseholz nordöstlich von Altenfeld; † 26. Februar 1743 in Schmallenberg-Bödefeld) war ein katholischer Priester.
- Franco von Meschede (14. Jahrhundert) war Scholaster am Stift Meschede, Dichter geistlicher Werke und Kanzler von Erzbischof Burchard Grelle.
- Gottfried von Padberg (teilw. auch Gottfried von Scharfenberg, als Abt Gottfried II.) († 25. Mai 1343) war von 1325 bis 1343 Abt des Klosters Grafschaft.
- Lorenz Pieper (* 15. Mai 1875 in Eversberg; † 30. Januar 1951 in Meschede) war ein katholischer Priester. Er war ein früher Anhänger und Propagandist der völkischen Bewegung und des Nationalsozialismus.
- Emericus Quincken (* 1639 in Schmallenberg; † 18. September 1707) war Abt des Klosters Grafschaft.
- Michael Reinhartz (* 1613; † 1688) war von 1663 bis 1688 Abt des Prämonstratenserstifts Wedinghausen
- Godfried Richardi (* 1629 in Oberberndorf; † 9. April 1682) war vom 22. April 1671 bis zum 9. April 1682 Abt des Klosters Grafschaft in Schmallenberg.
- Luitbert von Rödinghausen († 1320) war von 1290 bis 1320 Abt des Klosters Grafschaft.
- Rötger von Schade (auch Rotger) († 19. März 1469) war Abt des Klosters Grafschaft.
- Franz Schauerte (* 15. März 1848 in Schmallenberg-Oberberndorf; † 6. September 1910 in Oberberndorf) war Bischöflicher Kommissar in Magdeburg und Autor.
- Stephan Schröer (* 1940 in Freienohl) ist Altabt der Benediktinerabtei Königsmünster in Meschede.
- Heinrich Sommer (* 3. Januar 1872; † 18. April 1918) war ein katholischer Geistlicher und Pionier der Behindertenarbeit.
- Michael Stappert (* vermutlich um 1585/1590 in Meiste zu Rüthen; † 1663 in Grevenstein), war Pfarrer und verfasste eine Schrift gegen die Hexenprozesse.
- Heinrich Steinhoff (* um 1540 in Würdinghausen; † am 20. Oktober 1611 in Grafschaft) war Abt des Klosters Grafschaft.
- Widukind von Wittgenstein († 14. November 1272) war von 1258 bis 1278 Abt des Klosters Grafschaft.

### Literatur, Kunst und Kultur

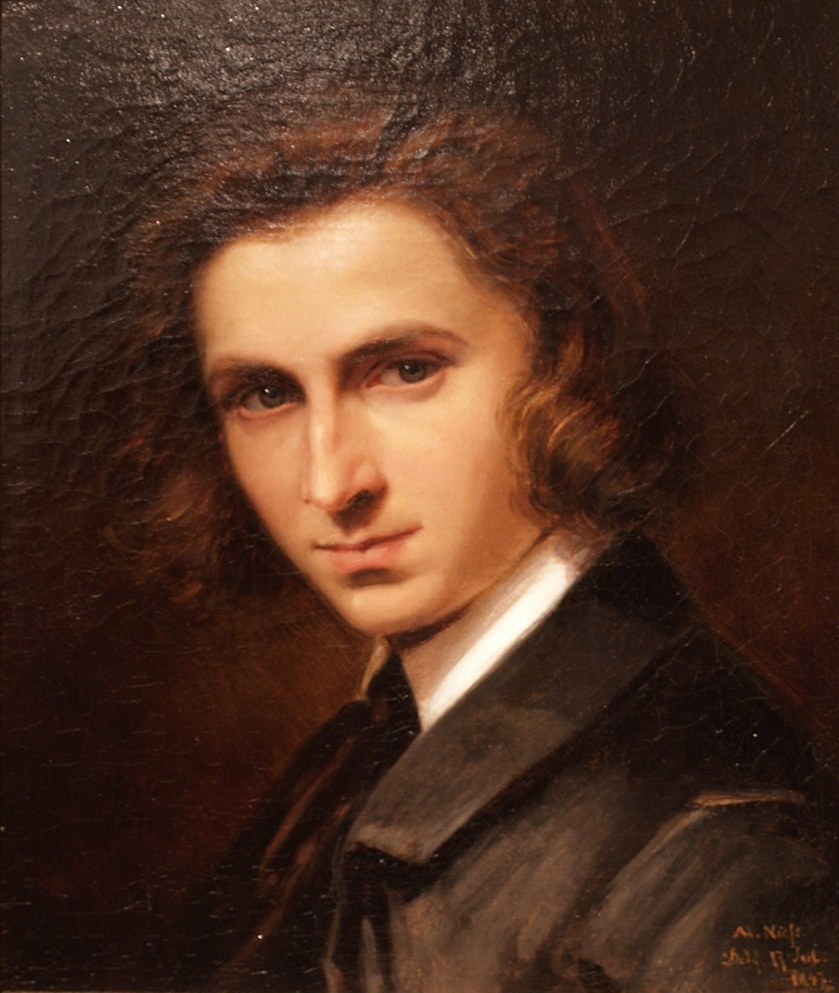
Porträt von Josef Bergenthal (heute im Heinrich-Lübke-Haus)

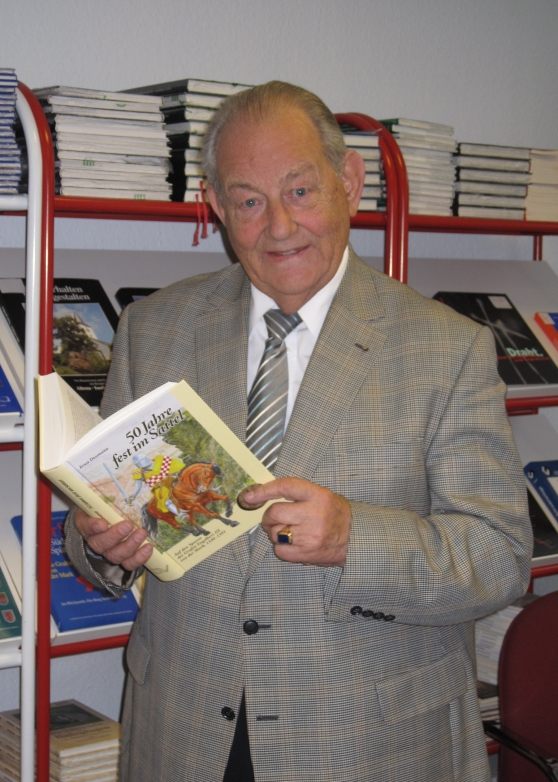
Ernst Dossmann

### Wissenschaft und Technik

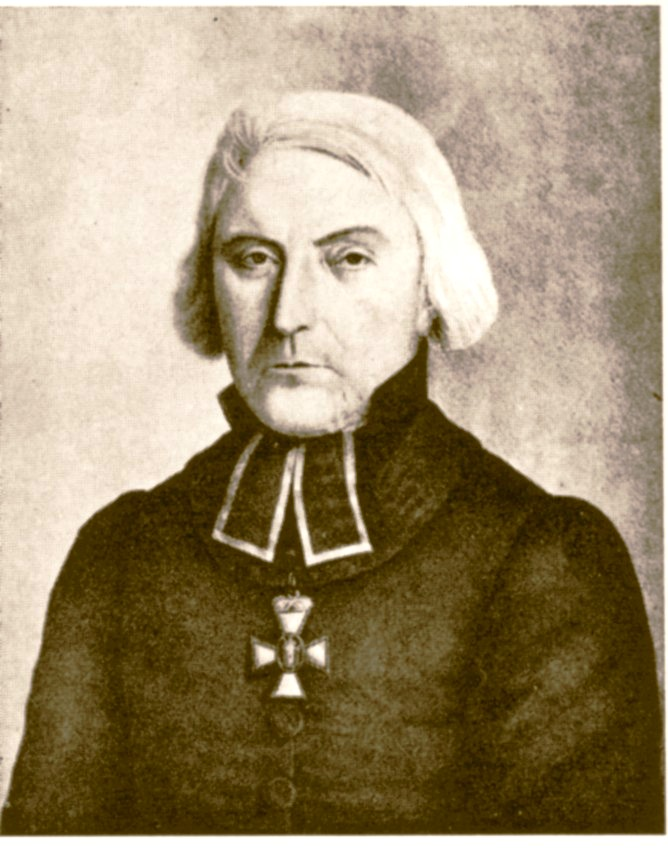
Friedrich Adolf Sauer

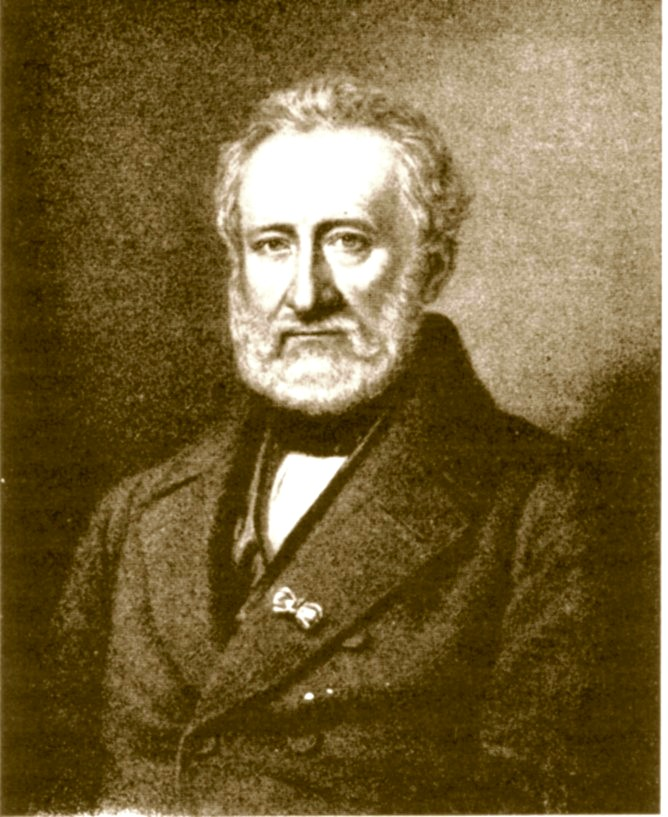
Johann Suibert Seibertz

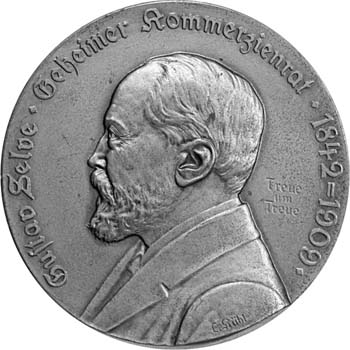
Medaille mit dem Konterfei Gustav Selves

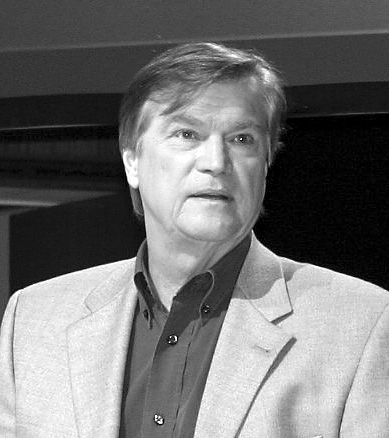
Jochen Busse 2005

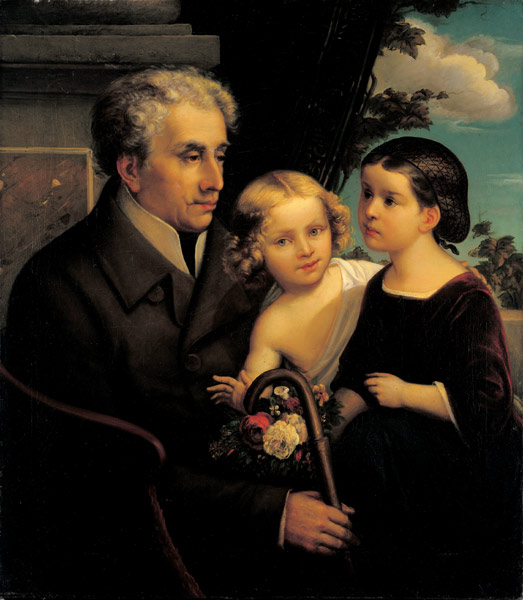
Alexander Haindorf und seine Enkelkinder

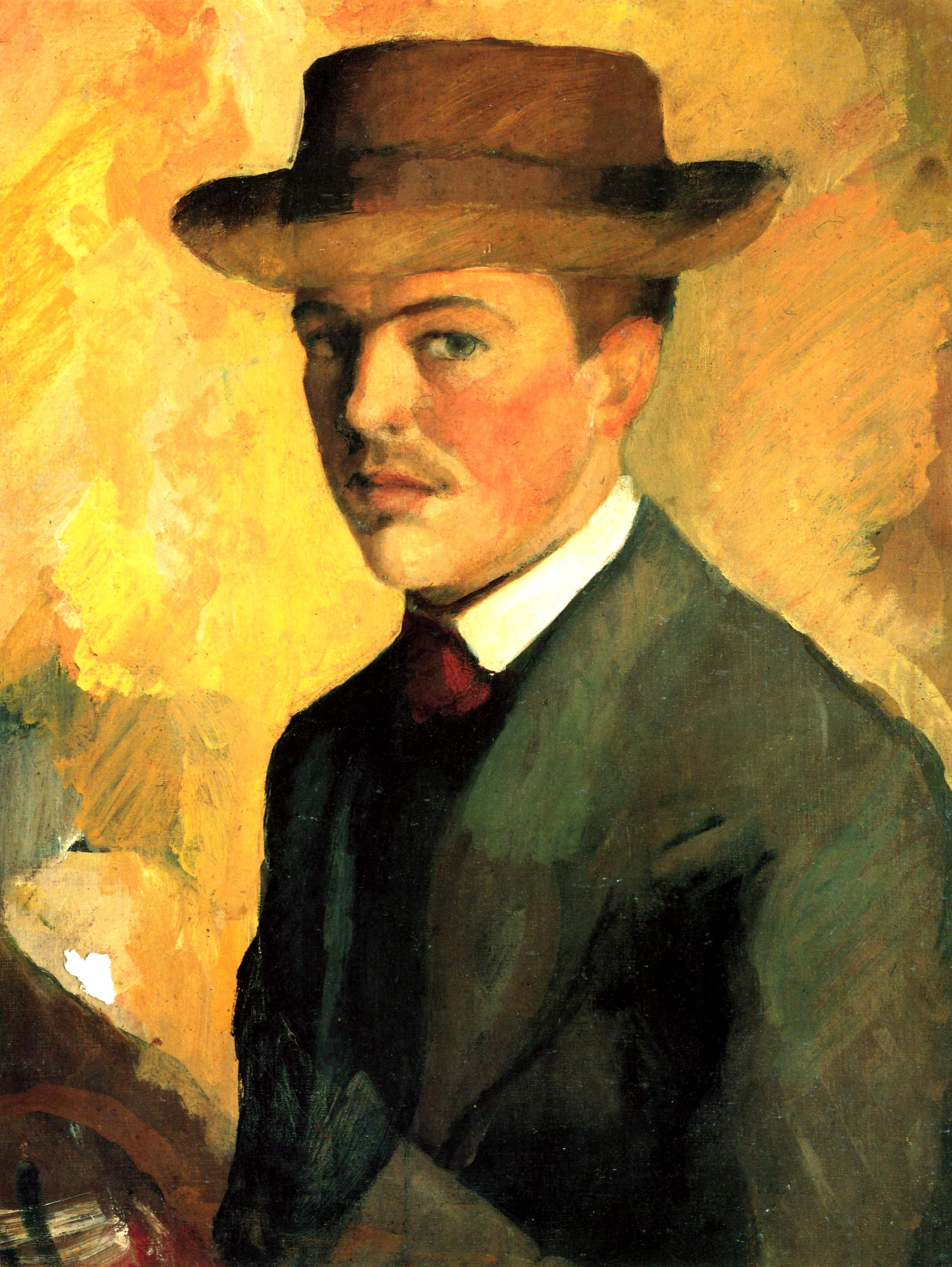
August Macke (Selbstporträt mit Hut, 1909)

Bernhard Danckelmann

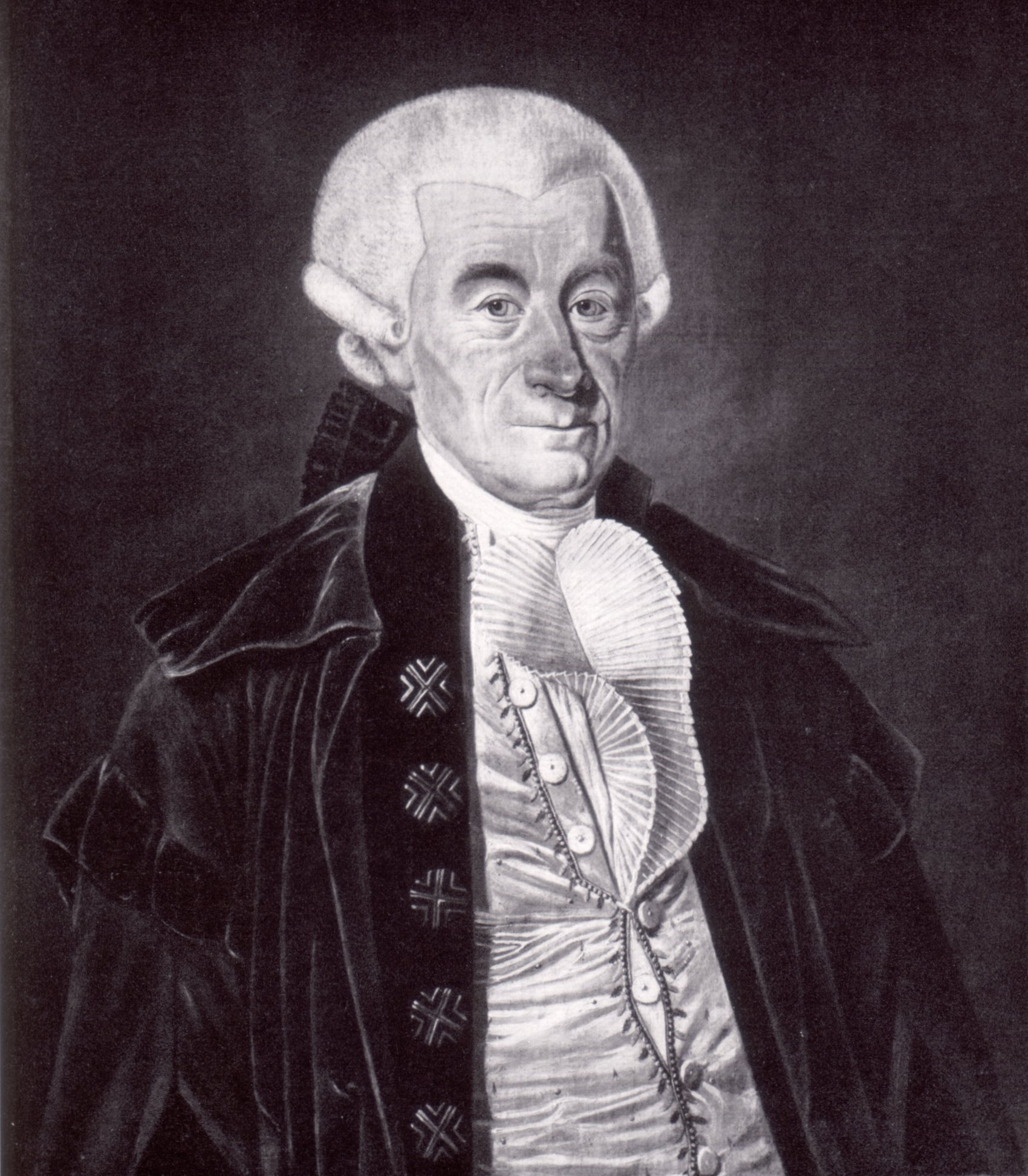
Johann Stephan Pütter